# Tokluca
Tokluca ist ein Dorf im Landkreis Savur der türkischen Provinz Mardin. Tokluca liegt etwa 70 km nordöstlich der Provinzhauptstadt Mardin und 27 km nordöstlich von Savur. Tokluca hatte laut der letzten Volkszählung 506 Einwohner (Stand Ende Dezember 2009).